# Kapitein (schip)

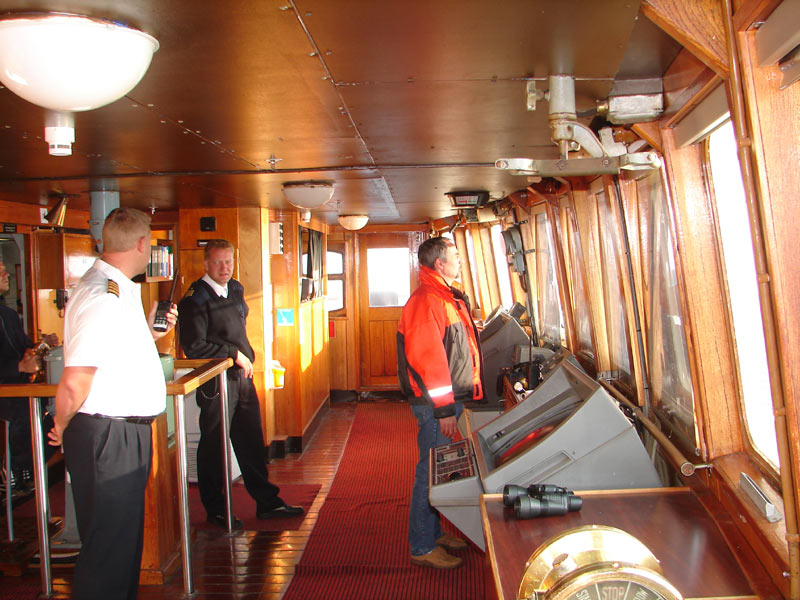
Kapitein in stuurhut van het Finse passagiersschip Kristina Regina (2006)

Een kapitein (voluit scheepskapitein), is aan boord van een schip de gezagvoerder en daarmee de eindverantwoordelijke aan boord, zowel voor de besturing van het schip als voor passagiers en personeel en de scheepslading. De kapitein legt verantwoording af bij de autoriteiten en de rederij.
De functie bestaat van oudsher bij de koopvaardij en de marine, dit artikel behandelt de kapitein bij de koopvaardij.
'Kapitein' is zowel een rang als een functie, wat betekent dat iemand met de rang van kapitein niet altijd het gezag over een schip voert, of slechts over een deel van de bemanning of een deel van de vaart en omgekeerd hoeft de feitelijk gezagvoerder niet de rang van kapitein te hebben. Zo wordt bijvoorbeeld, als de kapitein ziek is, het gezag gevoerd door de eerste stuurman (als plaatsvervangend kapitein).
Bij schepen voor goederenvervoer op de binnenvaart spreekt men veelal van schipper, internationaal skipper, terwijl men als werknemer van een rederij desalniettemin de rang van kapitein kan hebben. Bij passagiersschepen wordt de term kapitein wel gebruikt. Als in de binnenvaart sprake is van continuvaart moeten er meerdere personen aan boord zijn die de taak van gezagvoerder kunnen uitvoeren, waarvan er op een bepaald moment altijd maar één als gezagvoerder optreedt. Op zeeschepen is er normaal gesproken één kapitein.
Achter zijn rug spreken de zeelui vanouds over 'de ouwe' ('the old man') als ze het over de kapitein hebben.

## Verantwoordelijkheid

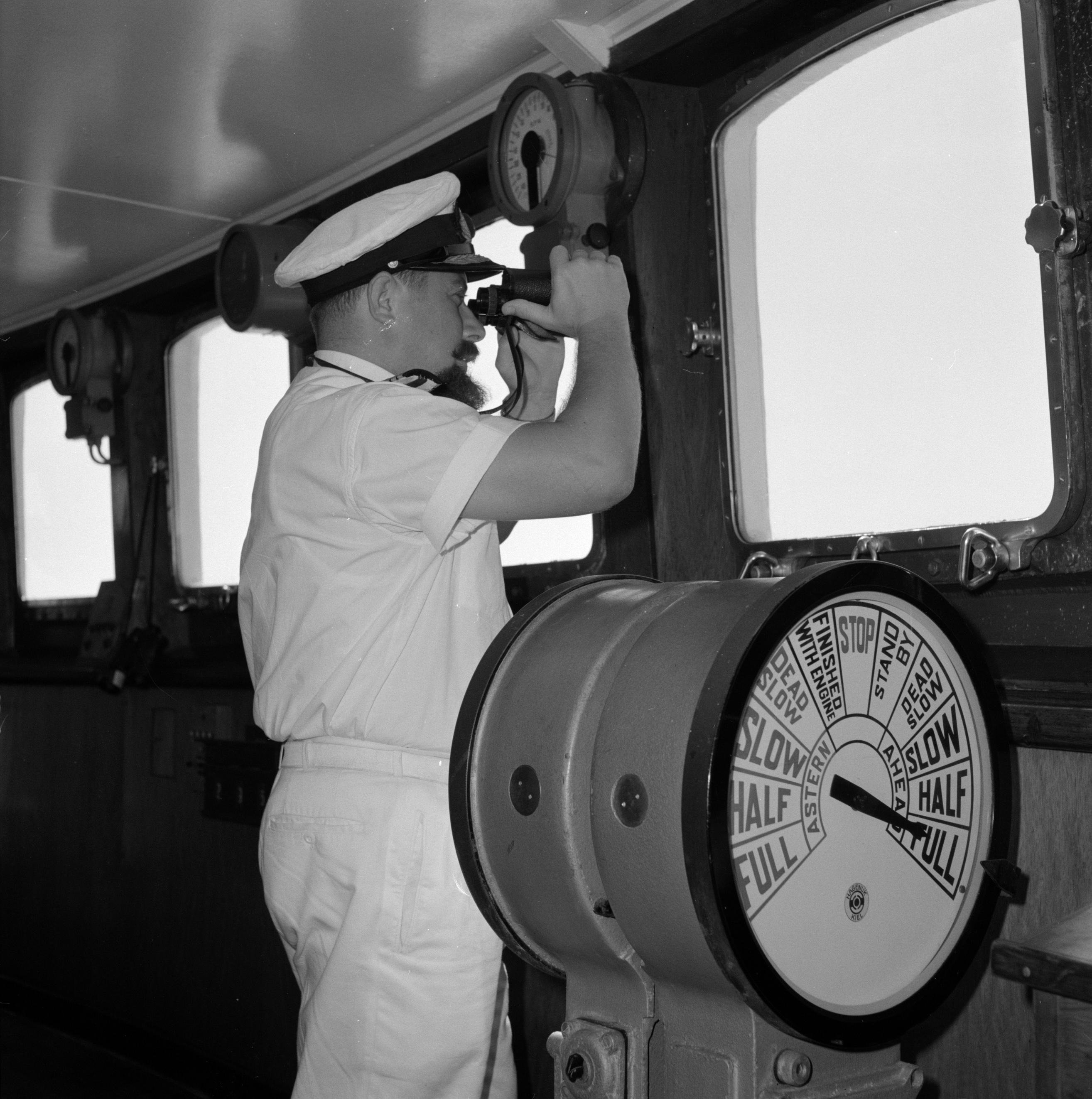
Kapitein in wit uniform met verrekijker in de stuurhut staande bij de scheepstel, foto Willem van de Poll

De kapitein is aan boord van een schip de gezagvoerder en daarmee de eindverantwoordelijke aan boord. De kapitein zorgt ervoor dat het schip voldoet aan de lokale en internationale wetgeving en aan het bedrijfsbeleid. Hij is wettelijk de eindverantwoordelijke, voor alle aspecten in de operatie van het veilig navigeren van het schip; de zeewaardigheid, het veilig omgaan met alle vracht, het personeelsbeleid, de inventaris van geld en voorraad aan boord, en het up to date houden van certificaten en documenten van het schip.
Een van de taken van de kapitein is zorgen dat het schip beantwoordt aan het beveiligingsplan, zoals vereist door de ISPS-code.
Op schepen zonder officier staat de kapitein ook in voor de boekhouding van het schip. Dat wil zeggen: zorgen voor een voldoende hoeveelheid cash geld aan boord, coördineren van de loonlijst, berekenen van de wedden (afhoudingen en overuren) en het beheer van de taksvrije goederen.
Op internationale reizen is de kapitein verantwoordelijk voor het voldoen aan eisen van de lokale immigratie en douane. Kwesties van immigratie gaan over het aan en van boord gaan van passagiers en bemanning. Een mogelijke eis van de douane is ervoor zorgen dat de kapitein verschillende documenten kan voorleggen zoals een ladingsformulier, een formulier van bevoorrading, een lijst van persoonlijke bezittingen van bemanningsleden, een bemanningslijst en een passagierslijst.
De kapitein heeft een speciale verantwoordelijkheid wanneer het schip of zijn lading beschadigd is, wanneer het schip schade aan een ander schip of installatie veroorzaakt en bij verwonding of dood van een van de passagiers of bemanningsleden. De kapitein fungeert als contactpersoon voor lokale onderzoekers en is verantwoordelijk voor het voorleggen van volledige en nauwkeurige logboeken, rapporten, verklaringen en bewijsmateriaal om een incident te documenteren. Specifieke voorbeelden van schepen die uitwendige schade veroorzaakten zijn botsingen (twee schepen tegen elkaar), stranden van het vaartuig en slepen van het anker. Enkele vaak voorkomende vormen van schade aan de lading zijn te wijten aan zwaar weer, waterschade, diefstal en schade veroorzaakt tijdens het laden / lossen van de stuwadoors.
Ten slotte is de kapitein verantwoordelijk voor het omgaan met medische kwesties die invloed hebben op de passagiers en de bemanning door ze zoveel mogelijk te voorzien van medische zorg, samen met het medisch personeel aan de wal, en, zo nodig, het evacueren van mensen die meer hulp nodig hebben dan kan worden verstrekt aan boord van het schip.

## Zeevaart
Alle chefs van dienst leggen op hun beurt aan de kapitein verantwoording af en overleggen eventueel over werkzaamheden en te nemen maatregelen.

Diensten aan boord:
- Machinedienst
  - Chef van dienst is de hoofdwerktuigkundige
- Dekdienst
  - Chef van dienst is eerste stuurman
- Civiele dienst
  - Chef van dienst is de hofmeester
- Communicatie
  - Radio-officier. Een in Nederland niet meer voorkomende functie, met uitzondering van passagiersschepen, waar nog wel een radio-officier op geplaatst is.

De Nederlandse wet kent de kapitein vele plichten en rechten toe, waaronder:
- Hulpofficier van justitie
  - In deze functie kan de kapitein strafbare feiten vastleggen en geldboetes aan opvarenden opleggen.
- Ambtenaar van de Burgerlijke Stand
  - In deze functie noteert een kapitein de overlijdens en eventuele geboortes in het scheepsjournaal, en deze aantekeningen zijn dan het overtuigend en wettig bewijs.

Op kleinere schepen en vissersschepen wordt de kapitein meestal schipper genoemd. Op oorlogsschepen heet hij commandant en is kapitein ter zee een hogere officiersrang, gelijkwaardig met kolonel bij de landmacht.

## Binnenvaart
Een vervanger is de afloskapitein of aflosser. De onder elkaar gebezigde aanspreektitel is van oudsher: buurman of buurvrouw.

## Beroepsorganisaties
In Nederland bestaat sinds 1849 de Schippersvereniging Schuttevaer, thans Koninklijke Schippersvereniging "Schuttevaer" die opkomt voor de belangen van de beroepsbinnenvaart.
Voor kapiteins bestaat de beroepsorganisatie Nederlandse Vereniging van Kapiteins ter Koopvaardij (NVKK). Deze werd in 1943 opgericht door Nederlandse Kapiteins in het Verenigd Koninkrijk met als doel: “Ondersteunen van de oorlogsinspanning ter bevrijding van ons vaderland en handhaven van de discipline aan boord”. Verder werd als doel beschreven: “Het behartigen van de belangen van de Nederlandse koopvaardijkapiteins, het versterken van het gemeenschapsgevoel en het aankweken van vriendschap onder de leden.” Tegenwoordig is daarnaast de belangrijkste doelstelling het bevorderen van de veiligheid op zee en aan boord, het bewaken van de juridische positie van de kapitein en het behartigen van de belangen van de Nederlandse koopvaardij in het algemeen.

## Wet- en regelgeving
De kapitein heeft te maken met internationale, Europese en nationale wet- en regelgeving. Deze is van toepassing op vrijwel alle zeeschepen ter wereld omdat bijna alle nationale maritieme regels zijn gebaseerd op dezelfde internationale overeenkomsten (verdragen) die tussen staten onderling of met internationale organisaties zijn gesloten, zoals het:
- VN-Zeerechtverdrag (UNCLOS)
- Internationaal Verdrag voor de veiligheid van mensenlevens op zee (SOLAS),
- Internationaal Verdrag ter voorkoming van verontreiniging door schepen (MARPOL),
- Internationaal Verdrag betreffende de normen voor zeevarenden inzake opleiding, diplomering en wachtdienst (STCW)
- Verdrag betreffende maritieme arbeid (MAV of MLC 2006).

Aan boord van Nederlandse schepen kan een ander intern rechtssysteem heersen dan aan boord van een buitenlands schip. Maar het rechtssysteem dat bijvoorbeeld het scheepvaartverkeer, vervuiling, veiligheid, beveiliging regelt is wel hetzelfde op alle schepen: de bepalingen ter voorkoming van aanvaringen op zee zijn internationaal en gelden overal en elk schip moet voldoen aan bepaalde internationale veiligheidsnormen.
Bij bepaalde wet- en regelgeving heeft de kapitein zelf een handhavingsplicht, niet volgen van de regels kan een strafbaar feit opleveren. Daarnaast gelden aan boord van een bepaald schip nog regels van de scheepsbeheerder of de charteraar.
Als verschillende regels met elkaar botsen gaan in het algemeen de rechtsregels voor op andere regels en normen, de regels van internationaal recht vóór nationaal recht en die uit wetten voor lagere regelgeving. De Belgische en Nederlandse rechter moeten regels uit EU-Verordeningen rechtstreeks toepassen.
Het Zeerechtverdrag van de VN verdeelt de zee in bepaalde gebieden en maritieme zones aan de hand waarvan de rechtsmacht van een kuststaat is geregeld. Hoofdregel is dat hoe verder een schip is verwijderd van de kust, hoe minder de kuststaat te zeggen heeft over schip en opvarenden. Binnenwateren van een kuststaat vallen onder de rechtsmacht van deze staat, net zoals het landgebied.
Een staat heeft rechtsmacht binnen zijn eigen territoir en op schepen die onder de vlag van deze staat varen, ook als deze op volle zee zijn (vlaggenbeginsel). Dus op een schip dat onder Belgische vlag vaart geldt in beginsel Belgisch recht en de Belgische justitie mag er strafrechtelijk handhaven. Wat betreft de bemanning en passagiers vervolgen en berechten veel staten de eigen onderdanen die strafbare feiten hebben gepleegd in het buitenland. Sommige staten vervolgen en berechten ook niet-onderdanen die strafbare feiten hebben gepleegd in buitenland als er schade is toegebracht aan onderdanen van die staat.
Belangrijkste nationale regels in Nederland zijn te vinden in de Wet zeevarenden met het Besluit zeevarenden en nadere regeling, en in het Wetboek van Koophandel. Er gelden ook enkele Collectieve Arbeidsovereenkomsten (CAO's). In februari 2022 is in Nederland de Wet ter Bescherming Koopvaardij inwerking getreden ter bescherming tegen piraterij.